# Рясное (Житомирская область)
Ря́сное (укр. Рясне) — село на Украине, находится в Емильчинском районе Житомирской области.
Код КОАТУУ — 1821785201. Население по переписи 2001 года составляет 425 человек. Почтовый индекс — 11251. Телефонный код — 4149. Занимает площадь 1,521 км².

## Адрес местного совета
11251, Житомирская область, Емильчинский р-н, с.Рясное